# Gaspar Llamazares
Gaspar Llamazares Trigo (Logroño, 28 de novembro de 1957) é um político espanhol. Foi o líder da coalizão Esquerda Unida de 2001 a 2008, no cargo de coordenador-geral. É membro do Partido Comunista de Espanha (PCE).
Ficou conhecido internacionalmente por ter sido confundido com Osama bin Laden, terrorista islâmico árabe, através de uma manipulação de foto feita pelo FBI.